# Halve hekstelling
De halve hekstelling is een speltype in het dammen waarin de ene speler met 3 schijven een groot aantal schijven van zijn tegenstander gedeeltelijk in bedwang houdt. Kenmerkend voor een halve hekstelling zijn witte schijven op 27, 31 en 36 en zwarte schijven op 16, 18 en 22 als wit degene is die de halve hekstelling heeft ingenomen. Als zwart de halve hekstelling heeft ingenomen, dan gaat het om zwarte schijven op 15, 20 en 24 en witte schijven op 29, 33 en 35. 
De overeenkomst met de volledige hekstelling is dat zwart 22-28 niet kan spelen. Het verschil is (in het geval dat wit die heeft ingenomen) dat zwart met 17-21 een ruil kan forceren. De halve hekstelling geldt als een omsingelingssysteem, dat soms overgaat in de half open klassieke omsingeling. Evenals bij de volledige hekstelling geldt de vuistregel dat de halve hekstelling sterker is naarmate er minder achtergebleven schijven op de lange lijn staan. 

## Hans Jansen-Jos Stokkel
In deze partij uit het open Nederlands kampioenschap 1979 laat wit de halve hekstelling overgaan in een half open klassieke omsingeling. 46. 31-26 22x31 47. 36x27 17-22 Op 23-28 zou zwart na 30-24x24 en bijvoorbeeld 17-22 en 43-38 een schijf moeten offeren. 48. 43-38 22x31 49. 26x37 15-20 50. 38-32 20-24? Zwart kon zich met 16-21 taaier verdedigen. 51. 29x20 25x14 52. 32-27 14-20 53. 37-32 en zwart gaf op.